# Stevan Stojanović
Pour les articles homonymes, voir Stojanović.
Stevan Stojanović, né le 29 octobre 1964 à Kosovska Mitrovica (Serbie), est un footballeur serbe qui évoluait au poste de gardien de but, notamment au FK Étoile rouge de Belgrade.
C'est lui qui arrêta le tir au but de Manuel Amoros lors de la finale de la Ligue des champions 1990-1991.

## Carrière
- 1982-1991 : FK Étoile rouge de Belgrade  Yougoslavie
- 1991-1995 : Royal Antwerp FC  Belgique

## Palmarès

### Avec l'Étoile rouge de Belgrade
- Vainqueur de la Ligue des champions en 1991.
- Vainqueur du Championnat de Yougoslavie de football en 1984, 1988, 1990 et 1991.
- Vainqueur de la Coupe de Yougoslavie de football en 1985 et 1990.

### Avec le Royal Antwerp
- Vainqueur de la Coupe de Belgique de football en 1992.
- Finaliste de la Coupe d'Europe des Vainqueurs de Coupe en 1993.